# Isomyia snyderi
Isomyia snyderi är en tvåvingeart som beskrevs av Zumpt 1956. Isomyia snyderi ingår i släktet Isomyia och familjen Rhiniidae. Inga underarter finns listade i Catalogue of Life.